# 진형석
진형석(陳炯晳, 1975년 6월 24일 ~ )은 대한민국 전라북도의회 의원이다.

## 학력
- 전북대학교 지방자치학(정치학)석사 졸업

## 경력
- 더불어민주당 전라북도당 중소기업특별위원장
- 전라북도육상연맹 부회장
- 2018년 7월 1일 ~ 2022년 6월 30일: 제11대 전라북도의회 의원
- 2022년 7월 1일 ~ : 제12대 전라북도의회 의원
- 2022.10 ~ : 더불어민주당 전라북도당 직능위원회 위원장

## 역대 선거 결과
|  | 68.10% |

|  | 0% |